# John Stockton
John Houston Stockton (Spokane, 26 marzo 1962) è un ex cestista e allenatore di pallacanestro statunitense, professionista nella NBA.
Per tutta la sua carriera, dal 1984 al 2003, ha militato esclusivamente negli Utah Jazz, diventandone una delle bandiere più importanti. Detiene il record NBA per numero di assist (15.806, 17.645 con i play-off), numero di stagioni da assist-leader (nove), media assist in una stagione (14,5 nel 1989-1990, mai nessuno ha fatto meglio), palle rubate (3.265, 3.603 con i play-off) e percentuale al tiro per una guardia (51,5%), risultando così l'unico cestista nella storia NBA ad essere primo all time in due statistiche differenti (assist e palle rubate) nella regular season.
Alto 185 centimetri, Stockton è considerato di gran lunga uno dei più forti playmaker che abbia mai calcato un campo di pallacanestro. Inoltre è anche ritenuto uno dei migliori giocatori a non avere mai vinto il titolo NBA. Nel 1996 il suo nome è stato inserito nella lista dei 50 giocatori NBA più forti di tutti i tempi, in occasione del cinquantenario dell'NBA. È stato scelto per la Basketball Hall of Fame il 6 aprile 2009, nella quale è stato ufficialmente inserito l'11 settembre dello stesso anno.

## Carriera

### High School
Nato a Spokane, nello Stato di Washington, da Clementine Frei e Jack Stockton, John Houston Stockton frequenta la scuola elementare di St. Aloysius. Successivamente si iscrive alla scuola superiore di Gonzaga Prep dove si diploma nel 1980, battendo il record cittadino di punti in una stagione.

### College
Dopo aver esaminato le offerte di Don Monson dall'Idaho e Mike Montgomery dal Montana, Stockton decide di rimanere a Spokane e giocare a basket nel college di Gonzaga University, alla guida di Dan Fitzgerald.
Durante il suo anno da senior, nel 1984, Stockton ottiene una media stagionale di 20.9 punti a partita, con il 57% dal campo. Gli Zags registrano nell'anno un record di 17-11, il miglior risultato dell'università dopo 17 anni, e Stockton chiude la stagione come miglior marcatore, miglior uomo assist e con il maggior numero di palle rubate della West Coast Athletic Conference.
Lo stesso anno ottenne, insieme ad altri 74 laureandi, la possibilità di partecipare a dei provini per la squadra olimpica degli Stati Uniti del 1984, allenata da Bob Knight. Riesce a superare il primo taglio nel mese di aprile, rimanendo con soli altri 20 laureandi, ma verrà scartato a maggio con altri tre giovani (Charles Barkley, Terry Porter e Maurice Martin) nel penultimo taglio. 
Fu proprio grazie a questa esperienza che Stockton incontrerà per la prima volta il suo futuro compagno di squadra e amico, Karl Malone.

### NBA

#### Utah Jazz (1984-2003)
Nel 1984 Stockton si rende eleggibile per il Draft NBA. Nel mese di giugno, viene selezionato al primo turno dagli Utah Jazz con la sedicesima chiamata assoluta. L'annuncio della sua scelta, seguita in diretta da migliaia di appassionati di Salt Lake City riuniti presso il Salt Palace, fu accolta con un silenzio attonito. Essi, però, non si resero conto che la loro squadra aveva appena compiuto uno dei più grandi "Steal of the Draft" nella storia dell'NBA.

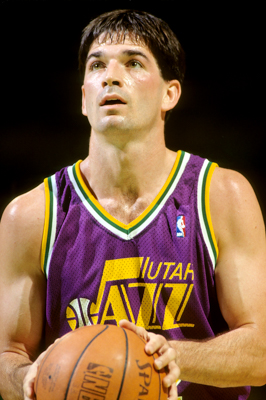
Stockton nel 1989

Stockton chiuderà la propria carriera NBA con 13,1 punti e 10,5 assist di media a partita, ottenendo il record NBA per il maggior numero di assist serviti in carriera (15.806), il record per il maggior numero di palle rubate in carriera (3.265), così come la miglior percentuale al tiro per una guardia (51,5%). Detiene, inoltre, il record NBA per il maggior numero di stagioni, partite e partite consecutive giocate con una squadra (nella sua carriera ha saltato solo 22 incontri, 18 dei quali in una sola stagione), ed è terzo nella classifica delle partite totali giocate, dietro solo a Kareem Abdul-Jabbar e Robert Parish.
Stockton è stato convocato per ben dieci volte all'NBA All-Star Game, ed è stato nominato, insieme al suo compagno di squadra Karl Malone, MVP dell'evento nel 1993.
Punto culminante della carriera di Stockton, però, avvenne in gara 6 della finale di Western Conference 1997 contro gli Houston Rockets di Hakeem Olajuwon. In quell'occasione Stockton segnò gli ultimi nove fondamentali punti per la vittoria della sua squadra, tra cui il tiro finale da tre punti che consegnò agli Utah Jazz la prima delle sue due apparizioni consecutive alle NBA Finals. In entrambe le finali, però, gli Utah Jazz verranno battuti dai Chicago Bulls guidati da Michael Jordan.

#### L'era dello "Stockton to Malone"
Per ben diciotto anni, Stockton e Malone crearono un binomio straordinario, giocando insieme ben 1412 partite di regular season (record condiviso con sole altre tre coppie di cestisti NBA). Grazie a loro, gli Utah Jazz raggiunsero ben cinque Western Conference Finals e due NBA Finals in sette anni.
Il loro affiatamento portò i due ad essere una delle miglior coppie che abbia mai messo piede in un parquet. Proprio questa loro grande capacità di sapersi trovare all'interno del rettangolo da gioco, fece coniare a molti telecronisti l'espressione: «Stockton to Malone!», che contraddistinse la coppia e la fece entrare nell'Olimpo del grande basket USA.
Quando entrambi lasciarono i Jazz nel 2003, John Stockton deteneva, e detiene ancora, il record di assist NBA di tutti i tempi (15.806), la maggior parte dei quali finiva proprio nelle mani di Malone, che è terzo nella classifica marcatori NBA di tutti i tempi con 36.928 punti, dietro solo LeBron James e Kareem Abdul-Jabbar.

#### Il ritiro
Stockton uscì dallo sfarzoso mondo della NBA così come vi entrò: in punta di piedi.
Il 2 maggio del 2003, decise di annunciare il suo ritiro con un comunicato rilasciato dalla società, invece della solita conferenza stampa di rito. I Jazz, tuttavia, tennero una cerimonia di ritiro, durante la quale la città di Salt Lake City rinominò la strada davanti all'EnergySolutions Arena, al tempo conosciuto con il nome di Delta Center, "John Stockton Drive" in suo onore.
La sua maglia numero 12 fu ritirata dai Jazz il 22 novembre 2004 e nel marzo del 2006, venne inaugurata una statua in bronzo in suo onore di fronte all'EnergySolutions Arena; una statua di accompagnamento a quella già esistente, raffigurante Karl Malone, dove viene immortalata la famosa sequenza «Stockton to Malone!» (passaggio - schiacciata) che i due ex compagni proponevano continuamente quando giocavano con la casacca degli Utah Jazz. Sotto le statue c'è una targa commemorativa che ricorda i successi ottenuti insieme.
Stockton fu nominato per entrare a far parte della Naismith Memorial Basketball Hall of Fame il 6 aprile 2009, dove fu formalmente introdotto l'11 settembre dello stesso anno, insieme al suo ex allenatore, Jerry Sloane, a Michael Jordan e a David Robinson, dall'ex compagno NBA e amico personale, Isiah Thomas.
Stockton concluse la sua carriera NBA senza mai riuscire a vincere un titolo e, proprio per questo è considerato, insieme al suo ex compagno di squadra Karl Malone, uno dei migliori giocatori di tutti i tempi a non aver mai vinto un campionato NBA.

### Nazionale
Nel 1992 Stockton ha giocato per la prima volta in nazionale in occasione del torneo di qualificazioni alle Olimpiadi del '92 con il Dream Team. Nel torneo ha disputato solo 2 partite a causa di un infortunio alla gamba subito nella seconda partita (contro il Canada) a seguito di una collisione con Michael Jordan.
Ciononostante ha partecipato alle Olimpiadi di Barcellona, vincendo la medaglia d'oro.

## Statistiche

### NBA

#### Massimi in carriera
- Massimo di punti: 34 (2 volte)[18]
- Massimo di rimbalzi: 11 vs Dallas Mavericks (28 aprile 2001)
- Massimo di assist: 28 vs San Antonio Spurs (15 gennaio 1991)
- Massimo di palle rubate: 9 vs Houston Rockets (12 febbraio 1991)
- Massimo di stoppate: 3 (6 volte)
- Massimo di minuti giocati: 53 (2 volte)

| * | Primo nella lega |
| * | Record           |

#### Regular Season
| Anno      | Squadra   | PG    | PT    | MP   | TC%  | 3P%  | TL%  | RP  | AP    | PRP  | SP  | PP   |
| --------- | --------- | ----- | ----- | ---- | ---- | ---- | ---- | --- | ----- | ---- | --- | ---- |
| 1984-1985 | Utah Jazz | 82*   | 5     | 18,2 | 47,1 | 18,2 | 73,6 | 1,3 | 5,1   | 1,3  | 0,1 | 5,6  |
| 1985-1986 | Utah Jazz | 82    | 38    | 23,6 | 48,9 | 13,3 | 83,9 | 2,2 | 7,4   | 1,9  | 0,1 | 7,7  |
| 1986-1987 | Utah Jazz | 82*   | 2     | 22,7 | 49,9 | 17,9 | 78,2 | 1,8 | 8,2   | 2,2  | 0,2 | 7,9  |
| 1987-1988 | Utah Jazz | 82    | 79    | 34,7 | 57,4 | 35,8 | 84,0 | 2,9 | 13,8* | 3,0  | 0,2 | 14,7 |
| 1988-1989 | Utah Jazz | 82*   | 82    | 38,7 | 53,8 | 24,2 | 86,3 | 3,0 | 13,6* | 3,2* | 0,2 | 17,1 |
| 1989-1990 | Utah Jazz | 78    | 78    | 37,4 | 51,4 | 41,6 | 81,9 | 2,6 | 14,5* | 2,7  | 0,2 | 17,2 |
| 1990-1991 | Utah Jazz | 82*   | 82    | 37,8 | 50,7 | 34,5 | 83,6 | 2,9 | 14,2* | 2,9  | 0,2 | 17,2 |
| 1991-1992 | Utah Jazz | 82    | 82    | 36,6 | 48,2 | 40,7 | 84,2 | 3,3 | 13,7* | 3,0* | 0,3 | 15,8 |
| 1992-1993 | Utah Jazz | 82    | 82    | 34,9 | 48,6 | 38,5 | 79,8 | 2,9 | 12,0* | 2,4  | 0,3 | 15,1 |
| 1993-1994 | Utah Jazz | 82*   | 82    | 36,2 | 52,8 | 32,2 | 80,5 | 3,1 | 12,6* | 2,4  | 0,3 | 15,1 |
| 1994-1995 | Utah Jazz | 82*   | 82    | 35,0 | 54,2 | 44,9 | 80,4 | 3,1 | 12,3* | 2,4  | 0,3 | 14,7 |
| 1995-1996 | Utah Jazz | 82    | 82    | 35,5 | 53,8 | 42,2 | 83,0 | 2,8 | 11,2* | 1,7  | 0,2 | 14,7 |
| 1996-1997 | Utah Jazz | 82    | 82    | 35,3 | 54,8 | 42,2 | 84,6 | 2,8 | 10,5  | 2,0  | 0,2 | 14,4 |
| 1997-1998 | Utah Jazz | 64    | 64    | 29,0 | 52,8 | 42,9 | 82,7 | 2.6 | 8,5   | 1,4  | 0,2 | 12,0 |
| 1998-1999 | Utah Jazz | 50*   | 50    | 28,2 | 48,8 | 32,0 | 81,1 | 2,9 | 7,5   | 1,6  | 0,3 | 11,1 |
| 1999-2000 | Utah Jazz | 82    | 82    | 29,7 | 50,1 | 35,5 | 86,0 | 2,6 | 8,6   | 1,7  | 0,2 | 12,1 |
| 2000-2001 | Utah Jazz | 82    | 82    | 29,1 | 50,4 | 46,2 | 81,7 | 2,8 | 8,7   | 1,6  | 0,3 | 11,5 |
| 2001-2002 | Utah Jazz | 82    | 82    | 31,3 | 51,7 | 32,1 | 85,7 | 3,2 | 8,2   | 1,9  | 0,3 | 13,4 |
| 2002-2003 | Utah Jazz | 82    | 82    | 27,7 | 48,3 | 36,3 | 82,6 | 2,5 | 7,7   | 1,7  | 0,2 | 10,8 |
| Carriera  | Carriera  | 1.504 | 1.300 | 31,8 | 51,5 | 38,4 | 82,6 | 2,7 | 10,5  | 2,2  | 0,2 | 13,1 |
| All Star  | All Star  | 10    | 5     | 19,7 | 53,0 | 33,3 | 66,7 | 1,7 | 7,1   | 1,6  | 0,1 | 8,1  |

#### Play-off
| Anno     | Squadra   | PG  | PT  | MP   | TC%  | 3P%  | TL%  | RP  | AP    | PRP  | SP  | PP   |
| -------- | --------- | --- | --- | ---- | ---- | ---- | ---- | --- | ----- | ---- | --- | ---- |
| 1985     | Utah Jazz | 9   | 0   | 18,6 | 46,7 | 0,0  | 74,3 | 2,8 | 4,3   | 1,1  | 0,2 | 6,8  |
| 1986     | Utah Jazz | 4   | 0   | 14,3 | 52,9 | 100  | 88,9 | 1,5 | 3,5   | 1,3  | 0,0 | 6,8  |
| 1987     | Utah Jazz | 5   | 2   | 31,4 | 62,1 | 80,0 | 72,9 | 2,2 | 8,0   | 3,0* | 0,2 | 10,0 |
| 1988     | Utah Jazz | 11  | 11  | 43,5 | 50,7 | 28,6 | 82,4 | 4,1 | 14,8* | 3,4  | 0,3 | 19,5 |
| 1989     | Utah Jazz | 3   | 3   | 46,3 | 50,8 | 75,0 | 90,5 | 3,3 | 13,7* | 3,7* | 1,7 | 27,3 |
| 1990     | Utah Jazz | 5   | 5   | 38,8 | 42,0 | 7,7  | 80,0 | 3,2 | 15,0* | 1,2  | 0,0 | 15,0 |
| 1991     | Utah Jazz | 9   | 9   | 41,4 | 53,7 | 40,7 | 84,1 | 4,7 | 13,8* | 2,2  | 0,2 | 18,2 |
| 1992     | Utah Jazz | 16  | 16  | 38,9 | 42,3 | 31,0 | 83,3 | 2,9 | 13,6* | 2,1  | 0,3 | 14,8 |
| 1993     | Utah Jazz | 5   | 5   | 38,6 | 45,1 | 38,5 | 83,3 | 2,4 | 11,0* | 2,4  | 0,0 | 13,2 |
| 1994     | Utah Jazz | 16  | 16  | 37,3 | 45,6 | 16,7 | 81,0 | 3,3 | 9,8*  | 1,7  | 0,5 | 14,4 |
| 1995     | Utah Jazz | 5   | 5   | 38,6 | 45,9 | 40,0 | 76,5 | 3,4 | 10,2  | 1,4  | 0,2 | 17,8 |
| 1996     | Utah Jazz | 18  | 18  | 37,7 | 44,6 | 28,9 | 81,4 | 3,2 | 10,8* | 1,6  | 0,4 | 11,1 |
| 1997     | Utah Jazz | 20* | 20  | 37,0 | 52,1 | 38,0 | 85,6 | 3,9 | 9,6   | 1,7  | 0,3 | 16,1 |
| 1998     | Utah Jazz | 20  | 20  | 29,8 | 49,4 | 34,6 | 71,8 | 3,0 | 7,8   | 1,6  | 0,2 | 11,1 |
| 1999     | Utah Jazz | 11  | 11  | 32,0 | 40,0 | 33,3 | 73,9 | 3,3 | 8,4   | 1,6  | 0,1 | 11,1 |
| 2000     | Utah Jazz | 10  | 10  | 35,0 | 46,1 | 38,9 | 76,7 | 3,0 | 10,3* | 1,3  | 0,2 | 11,2 |
| 2001     | Utah Jazz | 5   | 5   | 37,2 | 45,9 | 0,0  | 71,4 | 5,6 | 11,4  | 2,0  | 0,6 | 9,8  |
| 2002     | Utah Jazz | 4   | 4   | 35,3 | 45,0 | 28,6 | 92,3 | 3,0 | 10,0* | 2,8  | 0,3 | 12,5 |
| 2003     | Utah Jazz | 5   | 5   | 29,8 | 46,2 | 0,0  | 100* | 3,2 | 5,2   | 1,6  | 0,2 | 11,2 |
| Carriera | Carriera  | 182 | 165 | 35,2 | 47,3 | 32,6 | 81,0 | 3,3 | 10,1  | 1,9  | 0,3 | 13,4 |

### Nazionale
| Cronologia completa delle presenze e dei punti in Nazionale - Stati Uniti | Cronologia completa delle presenze e dei punti in Nazionale - Stati Uniti | Cronologia completa delle presenze e dei punti in Nazionale - Stati Uniti | Cronologia completa delle presenze e dei punti in Nazionale - Stati Uniti | Cronologia completa delle presenze e dei punti in Nazionale - Stati Uniti | Cronologia completa delle presenze e dei punti in Nazionale - Stati Uniti | Cronologia completa delle presenze e dei punti in Nazionale - Stati Uniti | Cronologia completa delle presenze e dei punti in Nazionale - Stati Uniti |
| Data                                                                      | Città                                                                     | In casa                                                                   | Risultato                                                                 | Ospiti                                                                    | Competizione                                                              | Punti                                                                     | Note                                                                      |
| ------------------------------------------------------------------------- | ------------------------------------------------------------------------- | ------------------------------------------------------------------------- | ------------------------------------------------------------------------- | ------------------------------------------------------------------------- | ------------------------------------------------------------------------- | ------------------------------------------------------------------------- | ------------------------------------------------------------------------- |
| 28-6-1992                                                                 | Portland                                                                  | Stati Uniti                                                               | 136 - 57                                                                  | Cuba                                                                      | Americas Ch'ship 1992 - Fase a gironi                                     | 10                                                                        | [ 15 ] [ 19 ]                                                             |
| 29-6-1992                                                                 | Portland                                                                  | Stati Uniti                                                               | 105 - 61                                                                  | Canada                                                                    | Americas Ch'ship 1992 - Fase a gironi                                     | 0                                                                         | [ 15 ] [ 16 ]                                                             |
| 2-8-1992                                                                  | Barcellona                                                                | Spagna                                                                    | 81 - 122                                                                  | Stati Uniti                                                               | Olimpiadi 1992 - Fase a gironi                                            | 4                                                                         | [ 20 ]                                                                    |
| 4-8-1992                                                                  | Barcellona                                                                | Stati Uniti                                                               | 115 - 77                                                                  | Porto Rico                                                                | Olimpiadi 1992 - Quarti di finale                                         | 0                                                                         | [ 21 ]                                                                    |
| 6-8-1992                                                                  | Barcellona                                                                | Lituania                                                                  | 76 - 127                                                                  | Stati Uniti                                                               | Olimpiadi 1992 - Semifinale                                               | 5                                                                         | [ 22 ]                                                                    |
| 8-8-1992                                                                  | Barcellona                                                                | Croazia                                                                   | 85 - 117                                                                  | Stati Uniti                                                               | Olimpiadi 1992 - Finale                                                   | 2                                                                         | [ 23 ]                                                                    |
| 20-7-1996                                                                 | Atlanta                                                                   | Stati Uniti                                                               | 96 - 68                                                                   | Argentina                                                                 | Olimpiadi 1996 - Fase a gironi                                            | 6                                                                         | [ 24 ]                                                                    |
| 22-7-1996                                                                 | Atlanta                                                                   | Stati Uniti                                                               | 87 - 54                                                                   | Angola                                                                    | Olimpiadi 1996 - Fase a gironi                                            | 7                                                                         | [ 25 ]                                                                    |
| 24-7-1996                                                                 | Atlanta                                                                   | Lituania                                                                  | 82 - 104                                                                  | Stati Uniti                                                               | Olimpiadi 1996 - Fase a gironi                                            | 3                                                                         | [ 26 ]                                                                    |
| 26-7-1996                                                                 | Atlanta                                                                   | Stati Uniti                                                               | 133 - 70                                                                  | Cina                                                                      | Olimpiadi 1996 - Fase a gironi                                            | 5                                                                         | [ 27 ]                                                                    |
| 28-7-1996                                                                 | Atlanta                                                                   | Croazia                                                                   | 71 - 102                                                                  | Stati Uniti                                                               | Olimpiadi 1996 - Fase a gironi                                            | 2                                                                         | [ 28 ]                                                                    |
| 30-7-1996                                                                 | Atlanta                                                                   | Brasile                                                                   | 75 - 98                                                                   | Stati Uniti                                                               | Olimpiadi 1996 - Quarti di finale                                         | 0                                                                         | [ 29 ]                                                                    |
| 26-7-1996                                                                 | Atlanta                                                                   | Stati Uniti                                                               | 101 - 73                                                                  | Australia                                                                 | Olimpiadi 1996 - Semifinale                                               | 3                                                                         | [ 30 ]                                                                    |
| 26-7-1996                                                                 | Atlanta                                                                   | Stati Uniti                                                               | 95 - 69                                                                   | Jugoslavia                                                                | Olimpiadi 1996 - Finale                                                   | 4                                                                         | [ 31 ]                                                                    |
| Totale                                                                    |                                                                           | Presenze                                                                  | 14                                                                        |                                                                           | Punti                                                                     | 51                                                                        |                                                                           |

## Palmarès
- Convocazioni per l'All-Star Game: 10

1989, 1990, 1991, 1992, 1993, 1994, 1995, 1996, 1997, 2000
- MVP dell'All-Star Game: 1

1993 (ex aequo con Karl Malone)
- Squadre All-NBA: 11

First Team: 1994, 1995
Second Team: 1988, 1989, 1990, 1992, 1993, 1996
Third Team: 1991, 1997, 1999
- NBA All-Defensive: 5

Second Team: 1989, 1991, 1992, 1995, 1997
- Miglior assist-leader della stagione: 9 (record)

1988, 1989, 1990, 1991, 1992, 1993, 1994, 1995, 1996
- Leader in palle rubate della stagione: 2

1989, 1992
- Detentore del record di assist in una singola partita di Playoff NBA (24 assist) (record condiviso con Magic Johnson)
- Miglior assist-leader di sempre della NBA
- Secondo migliore giocatore di sempre per assist a partita NBA in regular season (10,51 assist a partita)
- Miglior giocatore per palle rubate di sempre NBA
- Settimo migliore giocatore di sempre per palle rubate a partita NBA in regular season (2,17 palle rubate a partita)
- Inserito tra i 50 migliori giocatori del cinquantenario della NBA
- Inserito nel NBA 75th Anniversary Team
- Inserito nella Naismith Memorial Basketball Hall of Fame
- La sua maglia n. 12 è stata ritirata dagli Utah Jazz
- WCC Player of the Year (1984)

## Opere
- (EN) John Stockton e Kerry L. Pickett, Assisted: An Autobiography, Shadow Mountain, 2013, ISBN 9781609075705.